# ジョゼ・リマ
ジョゼ・リマ（José Lima、1992年4月24日 - ）は、ベンフィカに所属するラグビーユニオン選手。

## プロフィール
- ポルトガルコインブラ出身[1]。
- ポジションはセンター(CTB)。
- 身長 186cm、体重 95kg
- ポルトガル代表キャップは62（2025年3月現在）でラグビーワールドカップ2023のポルトガル代表に選ばれた[2]。
- 7人制ポルトガル代表に選ばれたことがある[3]。

## 略歴
RCナルボンヌ、USカルカソンヌ、オヨナ、RCナルボンヌを経て、2018年、USカルカソンヌに加入。
2021年、出身地で開催されたリポビタンDツアー2021日本戦にてトライを挙げた。
2024年、ベンフィカに加入。